# L'Escadrille de la chance
Pour plus de détails, voir Fiche technique et Distribution.
L'Escadrille de la chance est un film français réalisé par Max de Vaucorbeil en 1937 et sorti en 1938.

## Fiche technique
- Titre français : L'Escadrille de la chance
- Réalisation : Max de Vaucorbeil, assisté de Henri Calef
- Scénario : Loïc Le Gouriadec adapté d'après le roman L'Escadrille amoureuse de Jean-Michel Renaitour
- Dialogues : Loïc Le Gouriadec
- Décors : Jacques-Laurent Atthalin
- Photographie : Paul Cotteret et Enzo Riccioni
- Son : Marcel Royné
- Musique : Georges Van Parys
- Lieux de tournage = Studios de la Victorine[1]
- Production : Jack Forrester et André Parant
- Société de production :  Forrester-Parant Productions
- Directeur de production : Jacques d'Auray
- Société de distribution : Comptoir Français du Film
- Pays de production :  France
- Format : Noir et blanc - 1,37:1 - 35 mm - Son mono
- Genre : Comédie
- Durée : 90 minutes
- Date de sortie :	
  - France : 29 juin 1938

## Distribution
- Lili Damita : Edwige
- André Luguet : Harry
- Simone Héliard : Alice
- Ginette Gaubert : Hélène
- Jaque Catelain 	: Alain
- Michel André
- Alexandre Arnaudy : Tardimont
- Doumel
- Enrico Glori : Carlo
- Gaston Jacquet : Le président
- Max Maxudian : Le caïd
- Georges Péclet
- Pierre Sergeol : Max Leroy
- Anaclara